# Марченко, Фёдор Илларионович
Фёдор Илларионович Марченко (1919—1945) — Гвардии младший лейтенант Рабоче-крестьянской Красной Армии, участник Великой Отечественной войны, Герой Советского Союза (1946).

## Биография
Фёдор Марченко родился 18 апреля 1919 года в селе Белики (ныне — Кобелякский район Полтавской области Украины). После окончания железнодорожного техникума в Кременчуге работал на железной дороге в Амурской области. В октябре 1941 года Марченко был призван на службу в Рабоче-крестьянскую Красную Армию. С августа 1942 года — на фронтах Великой Отечественной войны. Участвовал в Сталинградской битве, освобождении Украинской ССР и Польши.
К апрелю 1945 года гвардии младший лейтенант Фёдор Марченко был парторгом батальона 180-го гвардейского стрелкового полка 60-й гвардейской стрелковой дивизии 5-й ударной армии 1-го Белорусского фронта. Отличился во время боёв в Германии. 16 апреля 1945 года батальон Марченко участвовал в отражении мощной немецкой контратаки в районе населённого пункта Нойхарденберг. В критический момент боя под руководством Марченко миномётчики открыли огонь по противнику, отбросив его. Вслед за этим Марченко поднял батальон в атаку и принял активное участие в захвате вражеских траншей, лично уничтожив 5 и взяв в плен ещё 4 солдата противника. 17 апреля 1945 года Марченко получил смертельное ранение осколком снаряда. Похоронен в Нойхарденберге.
Указом Президиума Верховного Совета СССР от 15 мая 1946 года за «мужество, отвагу и героизм, проявленные в борьбе с немецкими захватчиками» гвардии младший лейтенант Фёдор Марченко посмертно был удостоен высокого звания Героя Советского Союза. Также был награждён орденом Ленина и рядом медалей.

## Память
В честь Марченко установлены памятник в Беликах и бюст в Кобеляках, названа школа в его родном селе.